# Diclofenac
Diclofenac (Name abgeleitet von der englischen chemischen Bezeichnung 2-[2-(2,6-dichloroanilino)phenyl]acetic acid) ist ein Arzneistoff aus der Gruppe der nichtsteroidalen Antirheumatika (NSAR, NSAID), der bei leichten bis mittleren Schmerzen und Entzündungen eingesetzt wird, beispielsweise bei Rheuma, Prellungen, Zerrungen, Hexenschuss, Arthrose, Arthritis und Schweißdrüsenabszessen. Seine Wirkung beruht auf einer nichtselektiven Hemmung der Cyclooxygenasen (COX), die im Körper die Entzündungsmediatoren, die Prostaglandine, bilden. Chemisch gehört es zu den Phenylessigsäuren. In Arzneimitteln wird Diclofenac in Form verschiedener Salze verwendet, z. B. als Natriumsalz oder Diethylammoniumsalz.

## Synthese
Alfred Sallmann und Rudolph Pfister synthetisierten in den 1960er-Jahren in der Schweizer J. R. Geigy AG verschiedene substituierte 2-(Phenylamino)phenylessigsäuren, darunter 2-{2-[(2,6-Dichlorphenyl)amino]phenyl}essigsäure. Die Verbindungen wurden als Wirkstoffe gegen Rheumatismus und Arthritis durch Patente geschützt.
Anstatt der Decarboxylierung der N-(2,6-Dichlorphenyl)anthranilsäure wird auch eine Reduktion mit Lithiumalanat und Kettenverlängerung mittels Cyanid beschrieben.
Die Synthese von Diclofenac wird heute nach einem wesentlich einfacheren Verfahren über 2,6-Dichlordiphenylamin (CAS-Nr. 15307-93-4) aus 2,6-Dichlorphenol über eine Smiles-Umlagerung mit anschließender Stollé-Reaktion mit Chloracetylchlorid durchgeführt (siehe Reaktionsschema). Neun Jahre später wurde dieses komplette Verfahren über einen Phenoxyessigester von einem indischen Unternehmen nochmals angemeldet. Teile des Verfahrenspatentes, die Smiles-Umlagerung, wurden von chinesischen Autoren vier Jahre nach der Erstanmeldung beansprucht.

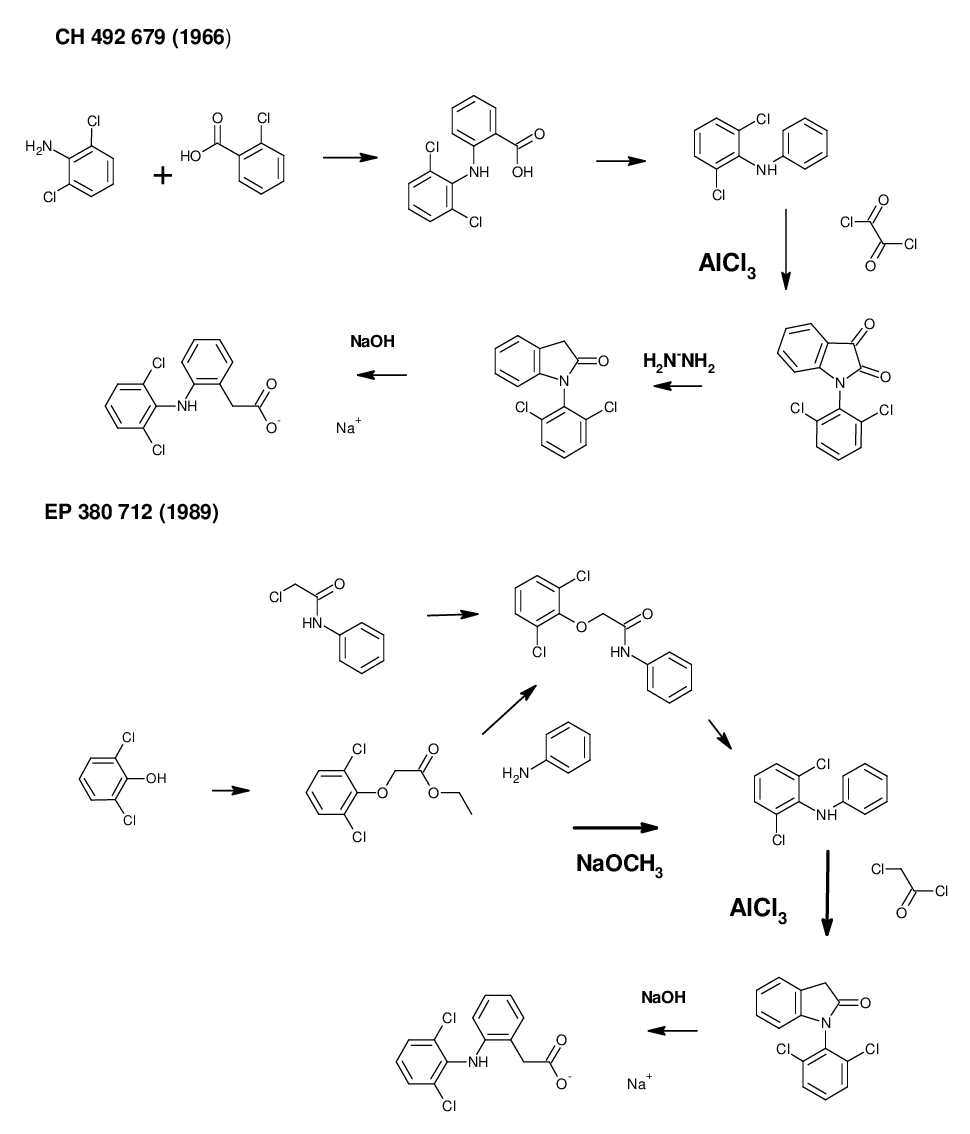
Bedeutende Synthesewege für Diclofenac

## Pharmakologie
Diclofenac hat eine fiebersenkende (antipyretische), schmerzstillende (analgetische), entzündungshemmende (antiphlogistische) und antirheumatische Wirkung. Ursache dafür ist eine Inhibition der Cyclooxygenasen COX-1 und COX-2, die dadurch keine entzündungsfördernden Prostaglandine mehr herstellen können. Möglicherweise ist Diclofenac direkt am Lipoxygenase-Stoffwechsel beteiligt und unterdrückt die Bildung von Leukotrienen.

## Anwendung

### Anwendungsgebiete
Die häufigste Anwendung von Diclofenac erfolgt bei Schmerzen oder Entzündungen, die in Verbindung mit Verletzungen oder Erkrankungen des Bewegungsapparates entstehen. Gerade in diesem Bereich lassen sich Schmerzen durch Verletzungen oder Entzündungen oft nicht klar gegeneinander abgrenzen. Mögliche Einsatzgebiete für Diclofenac sind akute Gelenkentzündungen einschließlich Gichtanfälle, chronisch verlaufende Entzündungen der Gelenke oder schmerzhafte Schwellungen oder Entzündungen nach Verletzungen oder Operationen. Zusätzlich wird Diclofenac bei entzündlichen Formen des Rheumatismus und bei Weichteilrheumatismus verwendet. Es wird auch als „Schmerzgel“ (bei Schmerzen, Entzündungen und Rheuma) vertrieben.
Diclofenac wurde in dreiprozentiger Konzentration in einer hyaluronsäurehaltigen Gelgrundlage 1998 in Deutschland unter dem Handelsnamen Solaraze zur Behandlung der aktinischen Keratose (chronische Hautveränderung durch UV-Strahlung) zugelassen. Eine Metaanalyse von 2006 zeigte bei 42 von 106 Patienten (39,6 Prozent) nach einer durchschnittlichen Behandlungszeit von 75 Tagen eine vollständige Abheilung der Zielläsionen. Ein Cochrane-Review von 2012 ergab, dass unter den flächentherapeutischen Verfahren die topische Diclofenac-Behandlung der aktinischen Keratose vergleichbar gut wirkte wie beispielsweise die mit 5-Fluorouracil, Imiquimod oder Ingenolmebutat. Hyaluronsäure als Trägerstoff soll die Diclofenac-Wirkung bei aktinischen Keratose günstig beeinflussen.

### Nebenwirkungen
Typische Nebenwirkungen sind Magen- und Darmbeschwerden, die durch eine Hemmung der unter anderem in der Magenschleimhaut vorkommenden COX-1 hervorgerufen werden. Weiterhin können Störungen bei der Blutbildung und Überempfindlichkeitsreaktionen auftreten, etwa Überempfindlichkeit der Haut gegen Sonnenlicht. Zusätzlich kann es zu starken Erhöhungen von Leberwerten (zum Beispiel der Transaminasen) kommen. Da Schwindel und Müdigkeit auftreten können, ist bei der Bedienung von Maschinen und Teilnahme im Straßenverkehr Vorsicht geboten. Bei Verwendung als topisches Arzneimittel zur Behandlung von Sehnenentzündungen (Tennisarm) kann es zu allergischen Reaktionen durch Rötung der Haut unter Schmerzbildung kommen. In Einzelfällen wird die Funktion der Nieren beeinträchtigt (Nephrotoxizität, Analgetikanephropathie, Urämietoxin). Selten führt Diclofenac zu Nesselsucht, sehr selten kommt es zu Haarausfall. Sehr selten treten Herzinfarkte auf. In den Vereinigten Staaten muss laut einer Verfügung der US-amerikanischen Food and Drug Administration in der Fachinformation von auf der Haut anzuwendenden Zubereitungen darauf hingewiesen werden, dass systemische Nebenwirkungen auftreten können.
In sehr seltenen Fällen wirkt Diclofenac bei chronisch entzündlichen Darmerkrankungen (Morbus Crohn, Colitis ulcerosa) akut schubauslösend. Bei Personen mit Histaminintoleranz kann die allergenspezifische Histaminfreisetzung bei Allergikern gesteigert werden.
2018 zeigte eine Kohortenstudie aus Dänemark:
- Die Inzidenzrate der wichtigsten unerwünschten kardiovaskulären Ereignisse nach 30 Tagen Diclofenac stieg um 50 %, um 20 % gegenüber Ibuprofen oder Paracetamol und um 30 % gegenüber Naproxen.
- Das erhöhte Risiko wurde für Vorhofflimmern oder Flattern, ischämischen Schlaganfall, Herzinsuffizienz, Myokardinfarkt und Herztod beobachtet; beide Geschlechter jeden Alters und sogar bei niedrigen Dosen von Diclofenac.
- Das Risiko einer oberen Magen-Darm-Blutung nach 30 Tagen mit Diclofenac war ähnlich wie bei Naproxen, aber deutlich höher als bei keiner NSAID-Verabreichung, Paracetamol und Ibuprofen.[17]

Bei Hunden treten unter Behandlung mit Diclofenac vermehrt gastrointestinale Nebenwirkungen auf im Vergleich zur Behandlung mit anderen für Hunde zugelassenen nichtsteroidalen Antirheumatika (NSAID).

### Wechselwirkungen
Die Anwendung anderer nichtsteroidaler Antirheumatika – wie Acetylsalicylsäure oder Ibuprofen – oder die Einnahme zusammen mit Glucocorticoiden erhöht das Risiko von Nebenwirkungen im Magen-Darm-Trakt. Wechselwirkungen gibt es auch mit Lithium, Phenytoin und Herzglykosiden, deren Serumspiegel durch Diclofenac erhöht werden. Da es sich bei diesen um Substanzen mit einer geringen therapeutischen Breite handelt, kann es zu Überdosierungen kommen. Diclofenac kann die Wirkung von entwässernden und blutdrucksenkenden Arzneimitteln abschwächen.
Bisher konnten in klinischen Untersuchungen keine Wechselwirkungen zwischen blutgerinnungshemmenden Substanzen wie zum Beispiel Phenprocoumon und Diclofenac gefunden werden, dennoch wird empfohlen, bei gleichzeitiger Anwendung den Gerinnungsstatus engmaschig zu kontrollieren.

### Gegenanzeigen und Anwendungsbeschränkungen
Eine Gegenanzeige für die Anwendung von Diclofenac liegt vor, wenn eine Überempfindlichkeit gegenüber dem Wirkstoff besteht oder in der Vergangenheit Reaktionen wie Bronchospasmus, Asthma oder Nesselfieber nach der Einnahme anderer nichtsteroidaler Antiphlogistika (NSAP) oder Acetylsalicylsäure bekannt geworden sind. Außerdem sollte Diclofenac nicht vor größeren operativen Eingriffen eingenommen werden, da es die Blutungsgefahr vergrößert.
Es gibt Hinweise, dass Diclofenac im ersten Trimenon das Risiko von Fehlgeburten und kardialen Fehlbildungen erhöhen könnte. Im letzten Trimenon (ab der 28. Schwangerschaftswoche) darf Diclofenac nicht eingesetzt werden, da es zu einem frühzeitigen Verschluss der Ductus arteriosus Botalli sowie Nierenschäden beim ungeborenen Kind kommen kann. In der Stillzeit wird Ibuprofen aus der Gruppe NSAR und Paracetamol als Analgetikum bevorzugt.
Für die Anwendung von Diclofenac bei Kindern und Jugendlichen gibt es keine ausreichenden Studien, deshalb wird die Anwendung für Patienten unter 15 Jahren nicht empfohlen.
Seit 2005 erschienen verschiedene Arbeiten und Metastudien, die eine Erhöhung des Risikos für einen lebensbedrohlichen Herzinfarkt um den Faktor 1,55 nach der Einnahme von Diclofenac aufzeigten. 2012 schloss die europäische Arzneimittelbehörde (EMA) ihre Neubewertung des kardiovaskulären Risikoprofils von NSAR ab. Danach zeigte sich für Diclofenac ein leicht erhöhtes Risiko für kardiovaskuläre Ereignisse. Der Pharmakovigilanzausschuss erarbeitete infolgedessen neue Anwendungshinweise für systemisch anzuwendende Diclofenac-haltige Arzneimittel, wonach Risikopatienten (Herzinsuffizienz der NYHA-Stadien II bis IV, ischämischer Herzerkrankung, peripherer Arterienerkrankung oder einer Erkrankung der Hirngefäße) Diclofenac nicht einnehmen sollen und signifikante Risikofaktoren für Herz- oder Gefäßkrankheiten hinsichtlich der Indikationsstellung besonders zu berücksichtigen sind. Das Risiko für arteriell-thrombotische Ereignisse wurde als dem der COX-2-Hemmer vergleichbar eingestuft. Auch in Australien ordnete die staatliche Arzneimittelsicherheitsbehörde Therapeutic Goods Administration (TGA) im April 2015 nach einer Sicherheitsüberprüfung Warnhinweise die kardiovaskulären Risiken betreffend an.

### Verwendung in der Tiermedizin
Die Anwendung bei Hunden und Katzen kann massive Magen-Darm-Schädigungen mit teilweise tödlichem Ausgang hervorrufen. Die durch Verabreichung dieses Medikamentes hervorgerufene Schädigung ist einer der häufigsten iatrogenen Notfälle bei Hunden. Die LD50 oder letale Dosis liegt beim Hund bei 50–500 mg/kg Körpergewicht und bei der Katze bei 0,1–0,5 mg/kg Körpergewicht.
Die EU-Rückstandshöchstmengen-Verordnung für Lebensmittel tierischen Ursprungs erlaubt die Anwendung von Diclofenac bei Rindern und Schweinen, wobei für die gewonnenen Lebensmittel Rückstandshöchstmengen festgesetzt sind.

## Analytik
Für die zuverlässige qualitative und quantitative Bestimmung des Diclofenac in den unterschiedlichsten Untersuchungsmaterialien wie z. B. Wasser- und Abwasserproben oder Fischplasma werden heute die Kopplungsverfahren zwischen HPLC, Gaschromatographie und Massenspektrometrie nach geeigneter Probenvorbereitung eingesetzt.

## Auswirkungen auf die Umwelt
70 Prozent des vom Menschen eingenommenen Diclofenacs werden vom Körper über den Urin unverändert wieder ausgeschieden. Da in Deutschland pro Jahr etwa 90 Tonnen des Wirkstoffes verbraucht werden, gelangen auf diesem Weg etwa 63 Tonnen Diclofenac über die Kläranlagen, wo Diclofenac nur zum Teil abgebaut wird, in die Oberflächengewässer und damit in den Wasserkreislauf. So wurden im Rahmen einer Studie von 2008 in europäischen Flüssen Diclofenac-Konzentrationen im ein- bis dreistelligen Nanogramm-pro-Liter-Bereich gemessen.
2019 konnte Diclofenac in Österreich in sämtlichen 40 untersuchten Fließgewässern nachgewiesen werden (0,00042–1,1 μg/l). In Toxizitätsstudien wurde für bestimmte Fischarten eine schädigende Wirkung von Diclofenac auf Leber und Nieren nachgewiesen. Bei Forellen z. B. kann ein halbes Mikrogramm Diclofenac pro Liter Wasser zu Nierenschäden führen – ein Wert, der allerdings um ein bis zwei Größenordnungen über der Konzentration in den meisten Proben liegt.
Die Behandlung von Rindern mit Diclofenac hat unter anderem in Indien in den 1990er-Jahren unerwartet zu einem drastischen Rückgang der Geier-Populationen geführt und Schutzmaßnahmen für die Tiere erforderlich gemacht. Die Vögel nahmen den Wirkstoff über die Haustierkadaver auf. Die betroffenen Geier zeigten zuerst gichtähnliche Symptome, bis sie dann an Nierenversagen starben. Die Anwendung in der Tiermedizin ist in Indien seit März 2005 verboten. Nach der Zulassung von Diclofenac für die Tiermedizin in der EU 2014 wird vor ähnlichen Folgen in Spanien gewarnt, wo die größten Geierpopulationen Europas beheimatet sind. Anstelle von Diclofenac kann das für Geier ungiftige Meloxicam eingesetzt werden.
Aufgrund dieser erhöhten Umweltrelevanz gehört Diclofenac zu den sogenannten „Chemicals of Emerging Concern“ (CECs), also Stoffen, die Mensch und Umwelt potenziell erheblich beeinträchtigen können, und wurde in die „Watch List“ prioritär zu überwachender Stoffe der EU aufgenommen. Die Predicted No Effect Concentration (PNEC) für Diclofenac liegt bei 0,05 µg/l. In Deutschland wurde 2016 die Diclofenac-Konzentration an 24 Messstellen in Oberflächengewässern analysiert. Dabei wurde die PNEC an 21 der 24 Messstellen überschritten (Jahresmittelwert).
2020 wurde in der Schweiz neben Clarithromycin und Azithromycin für Diclofenac ein Grenzwert in Oberflächenwässern festgelegt.
Diclofenac ist eine der Leitsubstanzen der Schweizer Kontrollliste für die Einschätzung der Klärleistung in der 4. Reinigungsstufe.

## Vermeidung
Aufgrund der umweltschädigenden Eigenschaften und des geringen Nutzens von auf der Haut aufzutragenden Diclofenac-Präparaten (Cremes, Gele) riet die schwedische Arzneimittelkommission 2019 von deren Verwendung ab. Nur wenig des Wirkstoffes werde überhaupt resorbiert, sondern der Großteil abgewaschen. Bei der topischen Anwendung, die in Deutschland überwiegt, werden nur 10 % des Wirkstoffes aufgenommen. Der Rest wird beim Händewaschen in die Kläranlagen gespült. Am Runden Tisch des UBAs mit Stakeholdern wurde als Strategie für den Verbraucher „Wischen statt Waschen“ als Weg zur Vermeidung herausgearbeitet. Es geht darum, nach der Anwendung die Hände und die behandelte Stelle gründlich mit Papiertüchern abzuwischen und diese in den Hausmüll zu entsorgen, da der größte Teil des Hausmülls thermisch entsorgt wird. Dadurch können bis zu 70 % der Emissionen in den Wasserkreislauf vermieden werden.

## Verkaufsabgrenzung
In Deutschland sind Diclofenac-haltige Arzneimittel verschreibungspflichtig; ausgenommen sind Formulierungen mit einer Diclofenac-Konzentration bis 5 Prozent zur Anwendung auf der Haut und Pflaster zum äußeren Gebrauch ohne weiteren Zusatz arzneilich wirksamer Bestandteile in einer Wirkstoffmenge bis zu 140 mg je abgeteilter Arzneiform. Ferner können perorale Arzneiformen in Einzeldosen bis zu 25 mg je abgeteilter Form und einer Tagesdosis bis maximal 75 mg zur Fiebersenkung (für eine maximale Anwendungsdauer von drei Tagen) und zur Schmerzstillung (für eine maximale Anwendungsdauer von vier Tagen) ohne Rezept bezogen werden.
In Österreich sind Diclofenac-haltige Arzneimittel verschreibungspflichtig, außer für die äußerliche Anwendung gegen Schmerzen und Schwellungen nach stumpfen Verletzungen, Muskelverspannungen und Hexenschuss.

## Handelspräparate
Monopräparate:

Das ursprüngliche Präparat des Unternehmens Geigy trägt den Namen Voltaren (D, A, CH, I), abgeleitet von Volta- für den damaligen Firmensitz an dem nach Alessandro Volta benannten Voltaplatz in Basel und -ren, einer Verkürzung von Rhein (lateinisch Rhenus). Weitere Medikamentennamen sind Dedolor (A), Deflamat (A), Deflamm (A), Diclac (D), Diclo (D), Difen-Stulln (D, CH), Dolpasse (A), Ecofenac (CH), Effigel (CH), Flam-X (CH), Flector (D, CH), Inflamac (CH), Itami (D), Olfen (D, CH), Pennsaid (A), Primofenac (CH), Relowa (CH), Sandoz Schmerzgel (D), Solacutan (D, A, CH; Generikum zu Solaraze), Solaraze (D, A, CH), Tonopan (CH), Tratul (A), Vifenac (CH), Voltadol (A), Voltfast (CH), zahlreiche Generika (D, A, CH)
Kombinationspräparate:

+ Omeprazol: Arthrocomb (A)

+ Misoprostol: Arthrotec/Arthotec (D, A, CH)

+ Codein: Combaren (D), Voltaren Plus (D)

+ Thiamin, Cyanocobalamin, Pyridoxin: Diclo-B (A), Diclovit (A)

+ Heparin: Flectoparin (CH)

+ Orphenadrin: Neodolpasse (A)